# Paraskevi Michou
Paraskevi Michou (griechisch Παρασκευή Μίχου, auch Vivi Michou) ist eine griechische Juristin und leitet als Generalsekretärin seit 1. März 2018 die Generaldirektion Migration und Inneres (DG HOME) der Europäischen Kommission. Zuvor war sie seit November 2015 stellvertretende Generalsekretärin im Generalsekretariat der Europäischen Kommission.
Paraskevi Michou studierte Wirtschaft und Recht an der Athener Universität und besitzt einen Master-Abschluss des Londoner Imperial College in Informatik.
Sie übte nach dem Studium zunächst verschiedene Tätigkeiten in privaten und öffentlichen Einrichtungen in Griechenland aus, zuletzt im griechischen Handelsministerium. 1992 trat sie in den Dienst der Europäischen Kommission und war in den Generaldirektionen Unternehmen, Binnenmarkt und Informationsgesellschaft beschäftigt. Seit 2011 war sie Direktorin für Ziviljustiz in der Generaldirektion Justiz und Verbraucherschutz. Ab Oktober 2014 war sie für ein Jahr geschäftsführende Generaldirektorin der GD JUST. Neben Griechisch spricht sie Englisch und Französisch.